# Castello Gizzi
Il castello Gizzi è un palazzo del XVIII secolo nel comune di Torre de' Passeri, in provincia di Pescara.

## Storia

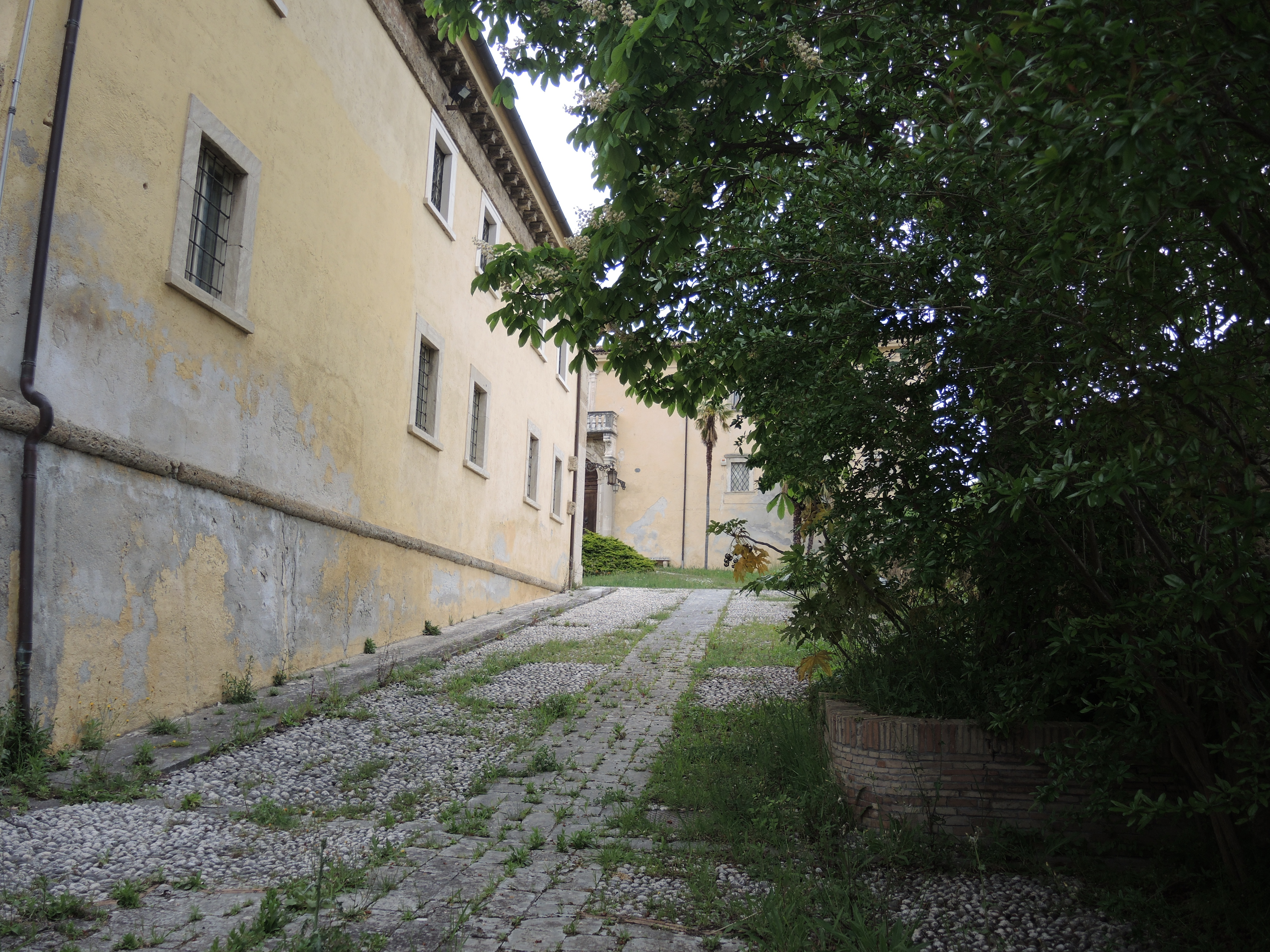
Viale di accesso

Fu costruito nel 1719 della marchesa Smeralda Mazara di Sulmona sui resti del XII secolo di una delle torri di difesa dell'Abbazia di San Clemente a Casauria.
Nel 1967 il castello passò dalla famiglia Mazara alla famiglia Gizzi. Nel 1979 divenne sede dell'Istituto di Studi e Ricerche Casa di Dante in Abruzzo fondato da Corrado Gizzi, oltre del museo dantesco "F. Bellonzi" e della biblioteca "M. A. Caldora".

## Architettura
Il castello è composto da un complesso formato dall'edificio principale, una dépendance, una cantina ed un parco di 8 ettari.
L'edificio principale è su quattro piani. La facciata principale ospita un portale in pietra sormontato da un balcone, al di sopra del quale si trova lo stemma della famiglia Mazara.
Di fianco alla facciata si trovano cinque archi medievali e nel piazzale di fronte al castello si trovano un sarcofago del IV secolo a.C. e resti di colonne di età imperiale.

## La Fondazione Casa di Dante in Abruzzo
Il castello ospita la Fondazione "Casa di Dante in Abruzzo" su progetto del MiBACT  Il castello fu acquistato nel 1967 dalla famiglia Gizzi, nel 1979 è sede dell'Istituto di Studi e Ricerche Casa di Dante in Abruzzo, fondato a Pescara per volere di Corrado Gizzi, Ermanno Circeo, Antonio di Cesare, Luigi Iachini Bellisarii, Piero De Tommaso, Dante Marramiero e Giuseppe Profeta. L'istituto ha lo scopo di diffondere l'opera e il pensiero di Dante Alighieri, grazie all'apporto dei maggiori dantisti nazionali e internazionali. Agisce sia nella provincia di Pescara che in tutta la regione Abruzzo, la società ha un presidente, un comitato scientifico e uno esecutivo, di cui fanno parte docenti e studiosi di Dante delle 4 province d'Abruzzo, e collabora con le principali città dantesche quali Firenze, Ravenna e Roma, promuove dibattiti, convegni, tavole rotonde e conferenze. L'attività ufficiale della Casa di Dante ha avuto inizio nel 1980 con la conferenza di Giorgio Petrocchi a Pescara, successivamente nel 1981 ha avuto inizio la conferenza "Dante e il Rossettismo", sulla scia del dantista Gabriele Rossetti di Vasto, proseguita dal figlio pittore Dante Gabriel.
Il 23 dicembre 2005 nasce ufficialmente l'ente morale con sede al Castello Gizzi della "Fondazione Casa di Dante in Abruzzo", dato che spesso prima i convegni si tenevano a Pescara. Dopo i danni del 6 aprile 2009, il castello è stato restaurato e riaperto nel 2019, tornando ad ospitare la sede ufficiale della fondazione.